# Mieczysław Konopacki
Mieczysław Ferdynand Konopacki (ur. 16 kwietnia 1880 w Wieluniu, zm. 25 września 1939 w Warszawie) – polski embriolog, anatom, członek loży wolnomularskiej w Warszawie w czasach II Rzeczypospolitej, założyciel Unii Narodowo-Państwowej w 1922 roku.

## Życiorys
Syn Bronisława i Antoniny ze Zdrojewskich. Po ukończeniu gimnazjum w Kaliszu studiował na Wydziale Przyrodniczym Cesarskiego Uniwersytetu Warszawskiego pod kierunkiem Pawieła Mitrofanowa, prowadził tam prace badawcze nad tworzeniem się żółtka w jajach jaszczurki. Za zaangażowanie ideologiczne został aresztowany i osadzony na Pawiaku, a następnie opuścił Warszawę. Zamieszkał w Krakowie i kontynuował studia na Wydziale Lekarskim Uniwersytetu Jagiellońskiego, równocześnie prowadził prace badawcze w pracowni prof. Kazimierza Kostaneckiego oraz Emila Godlewskiego. W 1907 poślubił Bronisławę Jakimowicz i zamieszkali we Lwowie i został asystentem prof. Władysława Szymonowicza w katedrze histologii i embriologii Uniwersytetu Lwowskiego, cztery lata później uzyskał tytuł doktora medycyny. Pracował naukowo w stacji zoologicznej w Trieście, a następnie dzięki stypendium Polskiej Akademii Umiejętności wyjechał do Innsbrucka, gdzie prowadził badania embriologiczne w pracowni prof. Karla Heidera i Ferdinanda Hochstettera. Równocześnie podróżował do Brukseli, gdzie podobne badania przeprowadzał pod kierunkiem prof. Alberta Bracheta. Kontynuował je w Monachium i Wiedniu. Następnie pracował w stacji zoologicznej w Neapolu, gdzie badał wpływ płynów hipertonicznych na stadia rozwoju jeżowców. Wnioski z tych badań zawarł w pracy habilitacyjnej, którą przedstawił na Uniwersytecie Lwowskim. Przez dwa lata był docentem w Katedrze Histologii i Embriologii Uniwersytetu Lwowskiego.

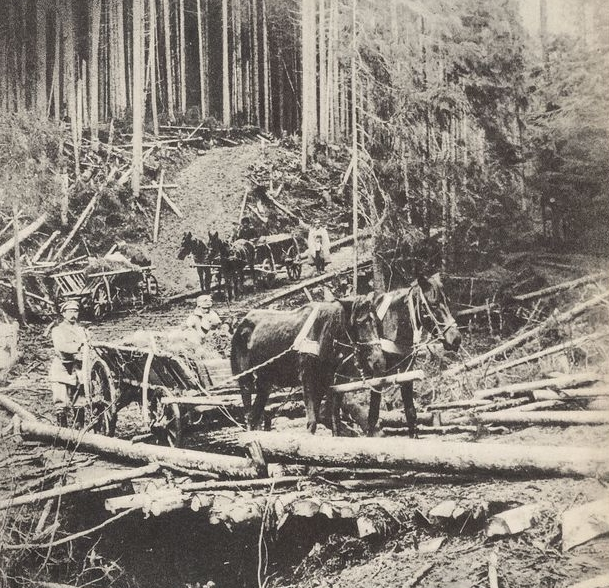
Transport rannych spod Mołotkowa. Za wozem idzie ppor. dr Mieczysław Konopacki. Karpaty, 1914 r.

Należał do Związku Strzeleckiego, w 1914 został wcielony do II Brygady Legionów Polskich, następnie przydzielony do szpitala wojskowego w Piotrkowie Trybunalskim. W 1916 wyjechał do Warszawy, gdzie powołano go na katedrę histologii i embriologii tamtejszego Uniwersytetu, należał do grupy organizującej Wydział Weterynaryjny. Od 1918 należał do Towarzystwa Naukowego Warszawskiego, początkowo jako członek rzeczywisty, a od 1929 jako członek zwyczajny. Od 1924 do 1928 zasiadał w zarządzie, a od 1935 przez trzy lata jako przewodniczący wydziału przyrodniczego. Podczas wojny polsko-bolszewickiej był komendantem wojskowym w Szpitalu Dzieciątka Jezus w Warszawie. W 1921 uzyskał tytuł profesora zwyczajnego, w 1927 objął na roczną kadencję funkcję dziekana Wydziału Lekarskiego UW. W 1930 został przyjęty do Polskiej Akademii Umiejętności jako członek korespondencyjny, a dwa lata później członek czynny. Należał również do francuskiego Association des Anatomistes, w 1931 był gospodarzem warszawskiego zjazdu tej organizacji. Mieczysław Konopacki był głównym organizatorem Wojskowego Studium Lekarskiego w Warszawie oraz w 1923 Polskiego Towarzystwa Anatomiczno-Zoologicznego. W roku akademickim 1937/1938 ponownie został dziekanem Wydziału Lekarskiego. Po wybuchu II wojny światowej pracował w warszawskim szpitalu im. marsz. Józefa Piłsudskiego.

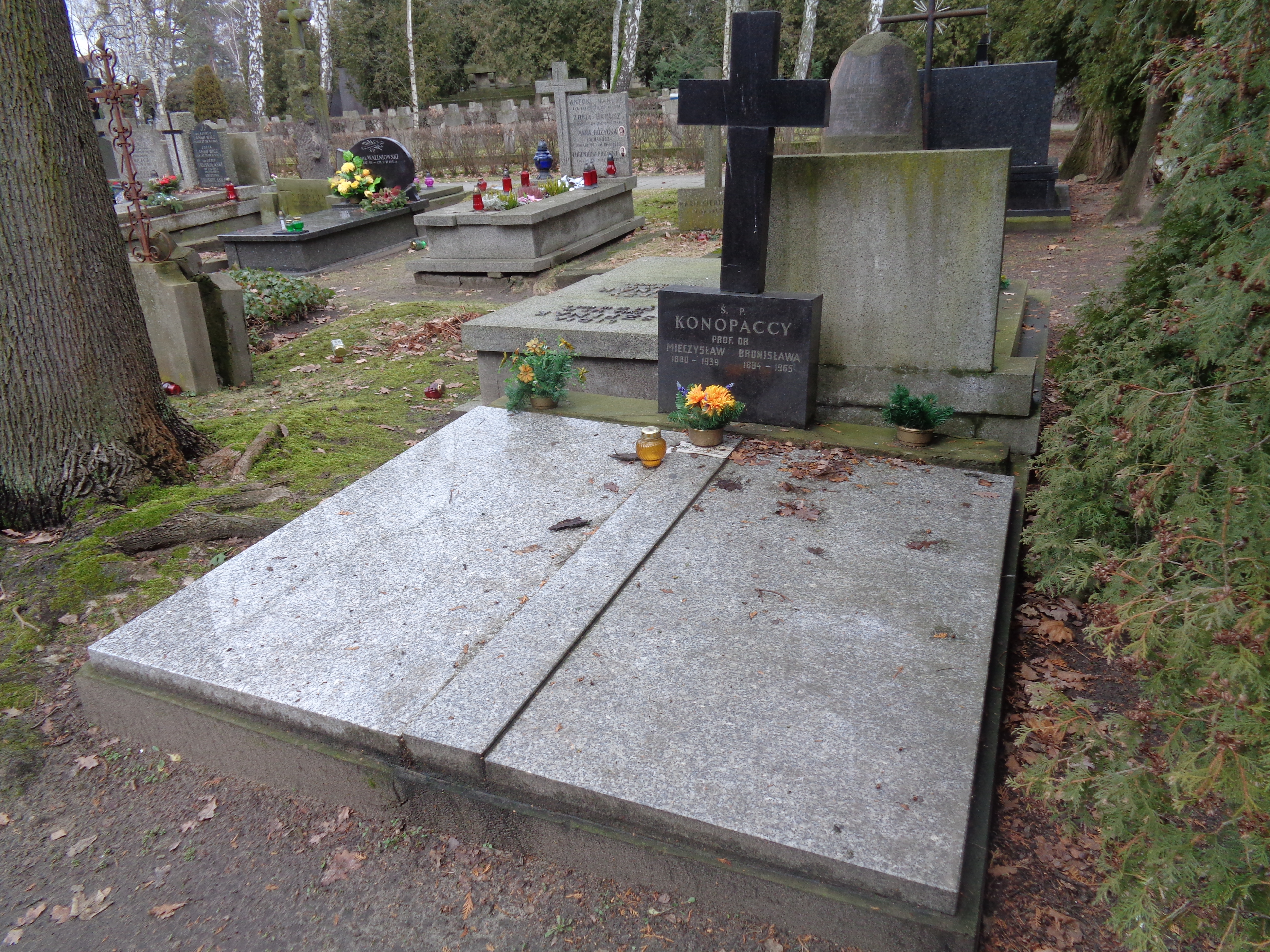
Grób Mieczysława i Bronisławy Konopackich na wojskowych Powązkach

Zginął rankiem 25 września 1939, idąc ulicą. Został trafiony odłamkiem pocisku. Spoczywa na Cmentarzu Wojskowym na Powązkach (kw. A8 – IV – 1/2).
Był wolnomularzem, jako I Dozorca Wielkiej Loży Narodowej należał do grupy, która zasłużyła się do przyjęcia w 1927 do międzynarodowej organizacji masońskiej.

## Dorobek naukowy

### Przedmiot prac badawczych
- Wpływ czynników fizyko-chemicznych na zwierzęce komórki jajowe;
- Biochemia rozwoju w ujęciu histochemicznym;
- Hipoteza istnienia w komórce jajowej dwóch enzymów rozkładających substancje żółtka na białka tzw. witelazy A i na glikogen, tzw. witelazy B. (1924);
- Badania nad rolą białek w kolejnych okresach rozwoju embrionu.

### Prace
- Untensuchungen über die Entwirkungen verdünnten Seewassers auf verschiedene Enrwicklungsstadien der Echinaideen (1918);
- La micromorphologie du métabolisme dans les périodes initiales du développement du la grenouille (1926);
- Histophyschologie du développement de Loligo vulgaris (1933).

## Ordery i odznaczenia
- Krzyż Niepodległości;
- Krzyż Walecznych;
- Medal Niepodległości.